# Ofakim
Ofakim (hebrejsky אֳפָקִים, doslova „Obzory“, v oficiálním přepisu do angličtiny Ofaqim) je izraelské město v Jižním distriktu. Starostou je Cvika Greengold.

## Geografie
Leží v nadmořské výšce 138 metrů v severozápadní části pouště Negev; v oblasti která byla od 2. poloviny 20. století intenzivně zúrodňována a zavlažována a ztratila částečně charakter pouštní krajiny. Aridní oblast pouštního charakteru se rozkládá východně a jihovýchodně od města, zatímco na západní straně převládá zemědělsky využívaná krajina. Městem protéká vádí Nachal Patiš.
Obec se nachází 28 kilometrů od břehu Středozemního moře, cca 85 kilometrů jihojihozápadně od centra Tel Avivu, cca 77 kilometrů jihozápadně od historického jádra Jeruzalému a 17 kilometrů severovýchodně od města Beerševa. Ofakim obývají Židé, přičemž osídlení v tomto regionu je etnicky převážně židovské. Na východ od města ale v pouštní krajině existují četná arabská (respektive beduínská) sídla, včetně velkých měst jako Rahat cca 15 kilometrů severovýchodně odtud.
Ofakim je na dopravní síť napojen pomocí lokální silnice číslo 241. V lednu 2007 začala výstavba železniční stanice Ofakim, která je součástí zcela nové železniční tratě o délce 63 kilometrů, spojující města Aškelon a Beerševa. Stanice, jakož i kompletní spojení mezi Aškelonem a Beerševou, byla zprovozněna koncem roku 2015.

## Dějiny
Ofakim bylo založeno v roce 1955. Vzniklo 19. dubna 1955 jako takzvané rozvojové město plánovitě budované v periferních částech státu Izrael pro ubytování masivní přistěhovalecké vlny.První zdejší obyvatelé byli židovští imigranti ze severní Afriky a Indie.
Podobně jako jiná rozvojová města i Ofakim čelilo těžké ekonomické situaci, velká část populace byla závislá na práci v místních průmyslových podnicích, jejichž potíže se pak přenášely v podobě nezaměstnanosti i do života města. Když například byla 24. prosince 1995 uzavřena textilní továrna Uman v Ofakim, přišlo o práci 240 lidí a ve městě to vyvolalo velký rozruch. V prosinci 1997 se ve městě konaly demonstrace proti nezaměstnanosti, která tu tehdy dosahovala cca 15 %.
Od roku 1959 měla obec status místní rady (malé město). V roce 1995 byla povýšena na velké město.
Kvůli blízkosti pásma Gazy ovládaného hnutím Hamás se město stalo terčem raketových útoků. V prosinci 2008 byl Ofakim poprvé zasažen raketou vypálenou z Gazy.

## Školství a sport
V Ofakim se nachází 19 škol s celkem 4704 studenty. Ti jsou rozděleni do 13 základních škol (3079 žáků) a 8 středních škol (1625 studentů). V roce 2001 bylo celkem 43,4 % studentů připuštěno k maturitním zkouškám.
Ofakim je jedno ze čtrnácti izraelských tenisových center. V roce 1990 zde bylo otevřeno šest kurtů. Ve městě se rovněž nachází fotbalový stadion.

## Demografie
Podle údajů z roku 2009 tvořili naprostou většinu obyvatel v Ofakim Židé – přibližně 22 200 osob (včetně statistické kategorie „ostatní“, která zahrnuje nearabské obyvatele židovského původu ale bez formální příslušnosti k židovskému náboženství, cca 23 800 osob). V roce 2005 tvořili Židé 93,2 % obyvatelstva, včetně kategorie „ostatní“ pak 99,7 %.
Původní přistěhovalci ze zemí jako Maroko, Tunisko, Alžírsko, Egypt, Indie a Írán tvoří v současnosti přibližně 40 % populace. Další složkou obyvatelstva jsou ultraortodoxní Židé (přibližně 25 % populace). Zbytek jsou představitelé imigrační vlny Židů ze zemí bývalého SSSR a Etiopie, kteří se sem přistěhovali zejména v 90. letech 20. století. Vedení města předpokládá do roku 2020 nárůst počtu obyvatel na přibližně 70 000.
V roce 2001 žilo ve městě 11 200 mužů a 11 800 žen. Věkovou pyramidu tvořila z 41,8 % skupina mladší devatenácti let, 14,5 % skupina ve věku 20 až 29 let, 18,5 % skupina ve věku 30 až 44 let, 12,5 % skupina ve věku 45 až 59 let, skupina ve věku 3,6 % skupina ve věku 60 až 64 let a 9,1 % skupina starší 65 let.
Jde o středně velké sídlo městského typu s dlouhodobě mírně rostoucí populací. K 31. prosinci 2017 zde žilo 27 800 lidí.
| Rok  | Obyvatelé |
| ---- | --------- |
| 1955 | 631       |
| 1956 | 1 875     |
| 1957 | 2 950     |
| 1958 | 3 750     |
| 1959 | 4 020     |
| 1960 | 4 330     |
| 1961 | 5 100     |
| 1962 | 6 350     |
| 1963 | 7 800     |
| 1964 | 8 250     |
| 1965 | 8 300     |
| 1966 | 8 450     |
| 1967 | 8 550     |
| 1968 | 8 750     |
| 1969 | 8 850     |
| 1970 | 9 200     |
| 1971 | 9 300     |
| 1972 | 8 300     |
| 1973 | 9 400     |
| 1974 | 10 600    |
| 1975 | 10 700    |
| 1976 | 11 000    |
| 1977 | 11 000    |
| 1978 | 11 200    |
| 1979 | 11 700    |
| 1980 | 12 100    |
| 1981 | 12 300    |
| 1982 | 12 700    |
| 1983 | 12 600    |
| 1984 | 13 100    |
| 1985 | 13 400    |
| 1986 | 13 400    |
| 1987 | 13 300    |
| 1988 | 13 400    |
| 1989 | 13 300    |
| 1990 | 13 700    |
| 1991 | 14 300    |
| 1992 | 17 300    |
| 1993 | 18 800    |
| 1994 | 19 300    |
| 1995 | 21 346    |
| 1996 | 22 090    |
| 1997 | 22 231    |
| 1998 | 22 617    |
| 1999 | 23 000    |
| 2000 | 22 955    |
| 2001 | 23 094    |
| 2002 | 23 200    |
| 2003 | 23 700    |
| 2004 | 24 000    |
| 2005 | 24 200    |
| 2006 | 24 400    |
| 2007 | 24 700    |
| 2008 | 24 000    |
| 2009 | 24 000    |
| 2010 | 24 200    |
| 2011 | 24 400    |
| 2012 | 24 600    |
| 2013 | 25 100    |
| 2014 | 25 300    |
| 2015 | 25 600    |
| 2016 | 26 600    |
| 2017 | 27 800    |
| 2018 | 29 000    |